# もみじ-ワタシ…人形じゃありません…
『もみじ-ワタシ…人形じゃありません…』（もみじ わたしにんぎょうじゃありません）は、2001年4月27日にマリゴールドのアダルトゲームブランド・ルネより発売された18禁アダルトゲームである。
2002年4月26日には廉価版が、2003年10月18日には続編『もみじHappyStory』が、2008年4月25日にはその廉価版がそれぞれ発売された。
本作は、プレイヤーの選択によって、純愛を中心としたストーリーと、鬼畜系のストーリーに分かれる仕様となっている。

## あらすじ
もみじ-ワタシ…人形じゃありません…
御門財閥の次期当主・和人は、同じ学校に通う城宮椛という下級生に興味を覚える。両親を失った椛は、父の財産目当ての親戚に引き取られており、家でも学校でも居場所がないがため、自らの不幸を運命として受け入れていた。そこで、和人は彼女の親戚の企業を買収したうえで借金のかたとして本人の身柄を引き取り、その日のうちに彼女の処女を奪う。一つ屋根の下で彼女と生活をするうちに、二人は人間性を取り戻す。その後、和人の父の病死に伴って当主の座についた和人と椛は恋人同士になる。
もみじHappyStory
「もみじ」から1年後、和人は卒業して椛は3年生に進級する。二人の仲は学園公認だったとはいえ、椛はいじめられることもあった。だが、彼女ははっきりと自らの意思を伝えることができるようになっていたため、いじめもなくなる。そして夏休み、二人は旅行に行く。

## 登場人物
御門 和人
本作の主人公。
城宮 椛（しろみや もみじ）
本作のヒロイン。「もみじ」の時点では内気且つ非常に無口な性格であり、返事をする際も言葉ではなく首の動かし方で示していた。和人に引き取られた際、専用の制服を与えらえるなど、他のメイドたちとは異なる待遇を受けている。
御門 静流（みかど しずる）
和人の初恋の相手であり、和人の父親が息子の性欲処理係として連れてきた。和人のことを第一に思っており、「もみじ」では、和人と椛が仲良くなることをポジティブに受け止めていた一方、「HappyStory」ではそのことについて寂しく思っている。
赤嶺 真理（あかみね まり）
御門家のメイドたちのまとめ役であるメイド長。「HappyStory」では、御門財閥の管理者となった。
藤代 綾音（ふじしろ あやね）
和人と同じ学校に通う少女で後輩。和人を愛するあまり、彼に近づく異性すべてを敵視している。
「HappyStory」では、夏休みを利用して和人の家に住み込みで手伝いに来ている。
北条 小枝（ほうじょう こえだ）
御門家のメイドの一人。元々は資産家の令嬢だったが、お家騒動によって一文無しとなり、御門家に引き取られたという経緯を持つ。自らを保つため、必要以上に明るくふるまっている。

## 関連書籍
- もみじ「ワタシ…人形じゃありません…」公式設定資料集[7]
  - 各種資料を収録したムック本。著：DNA MEDIA BOOKS / 出版：スタジオDNA / 発売日：2001年9月1日 / ISBN 4758010021
- もみじ : ワタシ…人形じゃありません…[8]
  - ノベライズ。著：雑賀匡 / 出版：パラダイム / 発売日：2001年9月 / ISBN 4894901269

## 反響
キルタイムコミュニケーションの書籍『美少女ゲームマニアックス2』によると、本作は2ちゃんねるでの口コミを中心に広まっていき、「もみじたんハァハァ…」といった文言が出てきたとされている。同書のレビュアーは、制作者側が2ちゃんねるを研究したうえで本作を作ったのではないかと分析している。

### ランキング
アスキーが集計した「ソフマップ売り上げランキング（4月23日 - 4月29日調査）」のPCゲーム部門（アダルト）では、本作が1位にランクインした。本作は、美少女ゲーム雑誌BugBugの「2001年読者が選ぶ美少女ゲーム年間ランキング」の総合部門で20位に、ヴォイス部門で14位にランクインした。同誌の2002年4月号に掲載された企画「言いたいホーダイ2001年 編集部㊙座談会」内で行われたランキングの分析では、本作のように直接的なエロスを押し出した作品がランクインするのは同誌らしいという声が挙がった。

### 評価
『美少女ゲームマニアックス2』のレビュアーは、被虐体質の椛はいじめることとセックスをする対象として収れんされているため、日常の場面の中で彼女の人格が現れるたびに加虐心と性欲の入り混じった不思議な感情を抱いたと述べ、単なるキスシーンや食事のシーンがセックスのシーンよりもエロティックになったという評価がされている。また、レビュアーは同じ「…」というセリフでも場面によって巧みに使い分ける椛役の声優の演技についても評価しており、キャラクターの魅力の半分以上を占めているとも述べている。一方、同書のレビュアーはメーカー側のサポート対応が良かったとしつつも、バグが多かった点を指摘している。

## OVA
『もみじ「ワタシ…人形じゃありません…」』の題名で、blue eyesよりアニメ版がDVDとVHSとして発売された。
- 第1話 「季節はずれの落葉」：2002年4月25日発売[12]
- 第2話 「色づきはじめた若葉たち」：2002年8月25日発売[13]
- 第3話 「芽吹きはじめた若葉たち」：2003年5月25日発売[14]
- 第4話 「落つることのないもみじ」：2003年8月25日発売[15]